# Königsspringer Hamburg
Der Königsspringer Hamburg Schachclub von 1984 e. V. (KSH) ist ein Schachverein in Hamburg.

## Vereinsporträt
Mitte 1984 beschlossen einige Personen, die Schachsparte des Niendorfer TSV zu verlassen und einen reinen Schachverein zu gründen. Die Mitgliedschaft wuchs schnell. Der KSH zählt mit 160 Mitgliedern (Stand: Mai 2023) zu den größeren Schachvereinen in Hamburg. Die Mitgliederstruktur reicht vom Grundschüler bis zum Senioren und vom Anfänger mit einer DWZ von 800 bis zum Internationalen Meister Frank Lamprecht mit 2400 DWZ. Acht Erwachsenen‑Mannschaften und sechs Jugend‑Mannschaften nehmen am Spielbetrieb teil. Der Verein ist bekannt für seine Jugendarbeit und stellt regelmäßig neben vielen Teilnehmern die meisten Betreuer bei den Hamburger Jugend‑Einzelmeisterschaften (HJEM). Die Jugendarbeit des Vereins wurde 1995 mit dem grünen Band für vorbildliche Talentförderung ausgezeichnet. Der KSH besitzt ein eigenes Clubheim.

## Mannschaften

### Erwachsene
Der Verein startete 1985 bei den Hamburger Mannschaftsmeisterschaften mit vier Mannschaften. Die erste Mannschaft begann in einer Staffel der damaligen A‑Klasse (jetzt: Bezirksliga), die sie unmittelbar gewann. Dem Aufstieg in die Stadtliga folgte zwei Jahre später der Aufstieg in die Landesliga, der höchsten Hamburger Spielklasse. 1992 – die Zahl der Mannschaften war inzwischen auf sieben angestiegen – wurde der Verein erstmals Hamburger Mannschaftsmeister und stieg in die Oberliga auf.
1997 gelang dem immer noch jungen Verein der Aufstieg in die 2. Bundesliga. Mit den weiteren Aufstiegen der zweiten und dritten Mannschaft in die Landes- und Stadtliga durfte der KSH zum ersten Mal als Hamburgs Nummer 2 im Schach angesehen werden. In die Saison 1998/99 startete der Verein das erste und bislang einzige Mal mit neun Mannschaften. Der größte Erfolg war 2001 der Aufstieg in die 1. Bundesliga. Im Folgejahr verfügte der Verein über Mannschaften in der 1. Bundesliga, Landesliga, Stadtliga (2), Bezirksliga (2), Kreisliga und Kreisklasse.
Die erste Mannschaft stieg allerdings nach nur einer Saison wieder in die 2. Bundesliga ab; als reiner Amateurverein war sie in der 1. Bundesliga chancenlos. Danach pendelte die erste Mannschaft des Vereins als Fahrstuhlmannschaft zwischen der 2. Bundesliga und der Oberliga, der sie zurzeit angehört. Weitere Mannschaften spielen auf lokaler Ebene in allen Spielklassen. Die zweite Mannschaft des Vereins gewann 2005, 2013 und 2015 die Landesliga und wurde damit Hamburger Mannschaftsmeister. 
Als einer der wenigen Vereine in Hamburg bietet Königsspringer Hamburg Training auch für erwachsene Anfänger an, die dann je nach Interesse in der Basisklasse des Hamburger Schachverbandes erste Turniererfahrungen sammeln können.

### Jugend
Bereits nach einem Jahr qualifizierte sich die erste Jugendmannschaft 1985 für die höchste Deutsche Spielklasse, die Jugendoberliga‑Nord (seit der Saison 1993/94: Jugendbundesliga‑Nord). Nach über 30 Jahren Zugehörigkeit stieg die Mannschaft in der Saison 2016/2017 nach Niederlagen in allen Begegnungen ab. 1994 und zuletzt 2011 wurde die aus zehn Mannschaften bestehende Staffel gewonnen. Bei insgesamt zehn Teilnahmen an der Deutschen Jugend‑Mannschaftsmeisterschaft U20 waren dritte Plätze 1995 und 2001 das beste Resultat. Auch in den jüngeren Altersklassen haben sich viele Jugendmannschaften für die Teilnahme an Norddeutschen und in der Folge für die Deutschen Jugend‑Mannschaftsmeisterschaften qualifiziert.

## Erfolge
- Grünes Band für vorbildliche Talentförderung im Verein 1995[3]
- Jugendbundesligasieger 1994, 2011
- 1. Bundesliga in der Saison 2001/02
- Norddeutscher Vereinsmeister U16 2006
- Viele Hamburger Jugendeinzelmeister
- Viele Norddeutsche und Deutsche Meisterschaftsteilnahmen
- Hamburger Mannschaftsmeister 1992, 2005, 2013, 2015
- Hamburger Pokalsieger 1998, 1999
- Deutscher Schulschachmeister[4] 1990 (Gymnasium Ohmoor [WK M]) und 1996 (Gymnasium Bondenwald [WK I])

## Spielstätte

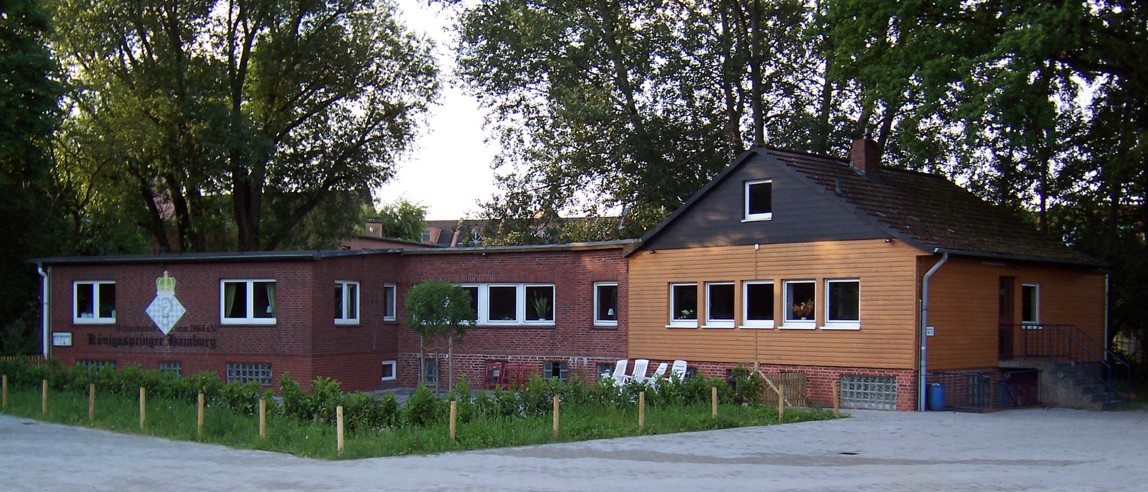
Königsspringer Hamburg, Clubheim

Der Verein besitzt seit 2002 ein eigenes Clubheim im Hamburger Stadtteil Schnelsen. Neben den Spielsälen und Trainingsräumen befindet sich, nach umfangreichen Umbauarbeiten bis in das Jahr 2004 hinein, auch eine Bibliothek im Gebäude.

## Bekannte Spieler
Namhafte Mitglieder von Königsspringer Hamburg sind beziehungsweise waren die Großmeister Alexander Zlochevskij und Felix Levin, die Internationalen Meister Simon Bekker-Jensen, Steve Berger, Frank Lamprecht, Nils Michaelsen und Jakob Pfreundt sowie der Theater- und Romanautor Kristof Magnusson (geb. Weitemeier).